# 浅井村 (富山県)
浅井村（あさいむら）は、かつて富山県射水郡にあった村。

## 沿革
- 1889年（明治22年）4月1日 - 町村制の施行により、射水郡島村、柳俣村、上条村、古川新村、堀内村、下条村、土合新村、西広上新村、広上村、東広上村及び土合村の区域をもって、射水郡浅井村が発足する。
- 1954年（昭和29年）3月1日 - 射水郡大門町、浅井村、櫛田村、水戸田村及び二口村が合併して、射水郡大門町が発足する。合併時点での人口は2,132人、世帯数は362戸[1]。